# Хохловка (Сафоновський район)
Хохловка (рос. Хохловка) — присілок Сафоновського району Смоленської області Росії. Входить до складу Богдановщинського сільського поселення.
Населення — 14 осіб (2007 рік). 